# Coccidulinae
Coccidulinae  (лат.) — подсемейство жесткокрылых из семейства божьих коровок.

## Описание
Верхняя часть тела в густых волосках.

## Систематика
В составе рода:
- Anovia Casey, 1908
- Azya Mulsant, 1850
- Coccidula Kugelann, 1798
- Exoplectra Chevrolat in Dejean, 1837
- Pseudoazya Gordon, 1980
- Rhyzobius Stephens, 1829
- Rodolia Mulsant, 1850